# 風間秀郎
風間 秀郎（かざま ひでお、1968年6月23日 - ）は、日本の男性俳優、声優。埼玉県出身。PACage所属。

## 人物
特技はバスケットボール。
2025年3月24日、オフィスPACが法人解散するにあたり所属メンバーでPACageを設立し移籍した。

## 出演作品

### 吹き替え

#### 映画
- ヴァン・ヘルシング
- エスパー
- 撃鉄2 -クリティカル・リミット-
- 恋のQピッド（ミスター・チュン）
- コモドVSキングコブラ
- コラテラル・ダメージ ※フジテレビ版
- 16ブロック ※ソフト版
- ショック・ウェーブ（タニー）
- ジャッカルの日（ジャッカル〈エドワード・フォックス〉）※テレビ東京版追加吹替
- ジョー・ベル 〜心の旅〜（ウェスティン保安官〈ゲイリー・シニーズ〉）
- ステイト・オブ・ウォー
- セレニティー（サイモン〈ショーン・メイハー〉）
- 戦場にかける橋 ※ソフト版
- タクシードライバー ※DVD版
- 007 カジノ・ロワイヤル（ディーラー）※ソフト版
- ドランクモンキー 酔拳
- ドレスデン、運命の日（アレクサンダー）
- ネバー・サレンダー 肉弾凶器
- ニンジャ・アサシン（武〈リック・ユーン〉）
- 花都大戦 ツインズ・エフェクトII（ジェネラル・ローン〈ドニー・イェン〉）
- パラサイト・バイティング 食人草（ジェフ〈ジョナサン・タッカー〉）
- バイオハザードII アポカリプス
- バイオハザードV リトリビューション
- ビッグママ・ハウス2（FBIエージェント）
- ヒトラー 〜最期の12日間〜（オットー・ギュンシェ〈ゲッツ・オットー〉）
- プリティ・ヘレン
- マシニスト
- ミッション:インポッシブル3
- ワールド・トレード・センター

#### ドラマ
- ER緊急救命室シリーズ
  - シーズンⅨ #4（ワード）
  - シーズンⅩ #12（トム〈キンブル・ジェミソン〉）
  - シーズンⅩⅠ #20（アンソニー〈ジェフリー・ウィグダー〉）
  - シーズンⅩⅡ #11（ドナルド〈Ｄ・Ｗ・ブラウン〉）
  - シーズンⅩⅢ #4（オギルビー〈Ｊ・Ｒ・カシア〉）
  - シーズンⅩⅤ #18（インタビュアー）
- 1%の奇跡（ミン・テハ）
- エージェント・オブ・シールド（ビヨルン、ヘイワード）
- 仮面の王イ・ソン
- コールドケース 迷宮事件簿
- THE BLACKLIST/ブラックリスト シーズン1 #10
- CSI:マイアミ
- SHERLOCK（シャーロック）
- 射鵰英雄伝（欧陽克、朱聡）
- スタートレック:エンタープライズ
- ダメージ3（ゲイツ）
- 太王四神記
- 大旗英雄伝
- チャームド 〜魔女3姉妹〜
- 朱蒙（ウテ（優台）〈チョン・ホビン〉）
- バフィー 〜恋する十字架〜（ロビン・ウッド校長〈D・B・ウッドサイド〉）
- BAD LOVE〜愛に溺れて〜（イ・スファン〈キム・ソンス〉）
- FIRES〜オーストラリアの黒い夏（ラフ）
- 名探偵ポワロ 青列車の秘密 ※NHK版
- 名探偵モンク
- メントーズ 世界の偉人たちからのメッセージ
- リゾーリ&アイルズ2 #8（クリス・ダンバー〈ブライアン・ハリセイ〉）
- リバーデイル（フレッド・アンドリュース〈ルーク・ペリー〉）
- LOST

#### アニメ
- シャークドッグの“ワンワン”ダフル・ハロウィーン（ヒューボール）
- プレーンズ（ジェット①）
- Mr.インクレディブル

#### その他
- アメリカお宝鑑定団ポーンスターズ（クリストファー・タイタス）

### テレビアニメ
2004年
- 焼きたて!!ジャぱん（2004年 - 2005年、受験者、観客）
- 最遊記RELOAD GUNLOCK（村人）

2006年
- 陰からマモル!（ゆうなパパ）

2007年
- 古代王者 恐竜キング Dキッズ・アドベンチャー（責任者、鈴木）

2010年
- COBRA THE ANIMATION（中継スタッフ）

2018年
- イナズマイレブン アレスの天秤（作業員）

### ドラマCD
- 王子様☆ゲーム（殺し屋）

### ゲーム
- ブルードラゴン（沈黙のクウ）
- ファンタシースターユニバース（2006年）
- デス・コネクション（2009年）
- ファイナルファンタジーXVI（2023年）

### 舞台
- クライム・オブ・ザ・ハート
- 暗くなるまで待って
- ソープ・オペラ
- ねずみとり
- 日暮町風土記
- 火の鳥〜羽衣編〜
- 法王庁の避妊法
- 絢爛とか爛漫とか

### その他
- オーディオブック 長く高い壁（2021年、朗読）